# 루치아노 로지

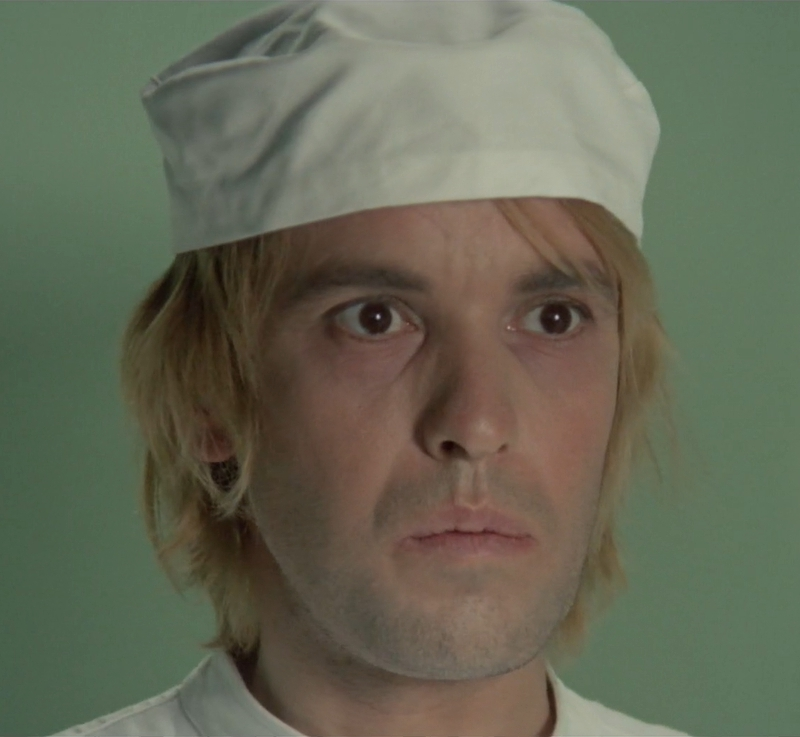

루차노 로시(Luciano Rossi, 1934년 11월 28일 ~ 2005년 5월 29일)는 이탈리아의 배우이다.
로마에서 태어났으며 로마에서 사망하였다.

## 영화
- 수퍼캅 (1976년)
- 마카담 정글 (1973년)
- 병원: 하얀 마피아 (1973년)
- 내 이름은 튜니티 (1970년)
- 황야의 대추적 (1968년)